# C/2012 OP (Siding Spring)
C/2012 OP (Siding Spring) — одна з довгоперіодичних комет. Ця комета була відкрита 16 липня 2012 року; вона мала 20.0m на час відкриття.